# لا لیگا ۳۰–۱۹۲۹
فصل ۳۰–۱۹۲۹ دسته برتر فوتبال اسپانیا (Primera División) از ۱ دسامبر ۱۹۲۹ آغاز شد و در ۳۰ مارس ۱۹۳۰ به پایان رسید. در مجموع ۱۰ تیم در این لیگ شرکت کردند. بارسلونا به عنوان مدافع قهرمانی در رقابت‌ها حاضر شد. بر خلاف فصل گذشته تیم رده آخر جدول مستقیماً به دسته پایین‌تر سقوط کرد.یکی از بدترین شکست های رئال مادرید در این فصل رقم خورد.
در پایان این فصل اتلتیک بیلبائو، بدون شکست نخستین قهرمانی خود در لا لیگا را کسب کرد.

### جایزه پیچیچی

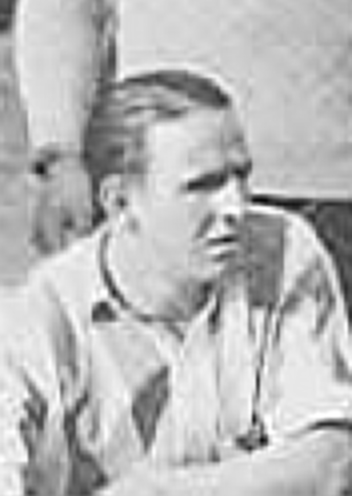
گی‌یرمو گوروستیزا، بهترین گلزن لا لیگا ۳۰–۱۹۲۹

## تیم‌ها
| باشگاه                        | شهر        | ورزشگاه      | ظرفیت  |
| ----------------------------- | ---------- | ------------ | ------ |
| باشگاه آرناس گچو              | گتسو       | ایبایوندو    | ۱۸٫۰۰۰ |
| باشگاه فوتبال اتلتیک بیلبائو  | بیلبائو    | سن مامس      | ۱۸٫۰۰۰ |
| باشگاه فوتبال اتلتیکو مادرید  | مادرید     | متروپولیتانو | ۱۷٫۰۰۰ |
| باشگاه فوتبال بارسلونا        | بارسلون    | لس کورتس     | ۲۳٫۰۰۰ |
| باشگاه فوتبال اسپانیول        | بارسلون    | سریا         | ۱۸٫۰۰۰ |
| باشگاه فوتبال اروپا           | بارسلون    | ال گیناردو   | ۱۸٫۰۰۰ |
| باشگاه فوتبال راسینگ سانتاندر | سانتاندر   | ال ساردینرو  | ۱۲٫۰۰۰ |
| باشگاه فوتبال رئال مادرید     | مادرید     | چامارتین     | ۱۶٫۵۰۰ |
| باشگاه فوتبال رئال سوسیداد    | سن سباستین | آتوچا        | ۱۲٫۰۰۰ |
| باشگاه رئال یونیون            | ایرون      | گال          | ۱۲٫۰۰۰ |

## جدول لیگ و نتایج

### جدول لیگ
| رتبه | تیم                | بازی | برد | مساوی | باخت | گل زده | گل خورده | گل تفاضل | امتیاز | سقوط                    |
| ---- | ------------------ | ---- | --- | ----- | ---- | ------ | -------- | -------- | ------ | ----------------------- |
| ۱    | اتلتیک بیلبائو (C) | ۱۸   | ۱۲  | ۶     | ۰    | ۶۳     | ۲۸       | ۳۵+      | ۳۰     |                         |
| ۲    | بارسلونا           | ۱۸   | ۱۱  | ۱     | ۶    | ۴۶     | ۳۶       | ۱۰+      | ۲۳     |                         |
| ۳    | آرناس              | ۱۸   | ۹   | ۲     | ۷    | ۵۱     | ۴۰       | ۱۱+      | ۲۰     |                         |
| ۴    | اسپانیول           | ۱۸   | ۹   | ۲     | ۷    | ۴۰     | ۳۳       | ۷+       | ۲۰     |                         |
| ۵    | رئال مادرید        | ۱۸   | ۷   | ۳     | ۸    | ۴۵     | ۴۲       | ۳+       | ۱۷     |                         |
| ۶    | رئال یونیون        | ۱۸   | ۶   | ۵     | ۷    | ۴۸     | ۵۲       | ۴−       | ۱۷     |                         |
| ۷    | رئال سوسیداد       | ۱۸   | ۵   | ۴     | ۹    | ۳۴     | ۳۷       | ۳−       | ۱۴     |                         |
| ۸    | راسینگ سانتاندر    | ۱۸   | ۷   | ۰     | ۱۱   | ۳۲     | ۵۸       | ۲۶−      | ۱۴     |                         |
| ۹    | اروپا              | ۱۸   | ۶   | ۱     | ۱۱   | ۲۹     | ۴۴       | ۱۵−      | ۱۳     |                         |
| ۱۰   | اتلتیکو مادرید (R) | ۱۸   | ۵   | ۲     | ۱۱   | ۳۲     | ۵۰       | ۱۸−      | ۱۲     | سقوط به سگوندا دیویسیون |

1. ↑  آرناس با توجه به تفاضل گل در بازی‌های رو در رو بالاتر از اسپانیول قرار گرفت: آرناس – اسپانیول ۲–۰، اسپانیول – آرناس ۱–۰.
2. ↑  رئال مادرید با توجه به تفاضل گل بهتر بالاتر رئال یونیون قرار گرفت.
3. ↑  رئال سوسیداد با توجه به تفاضل گل در بازی‌های رو در رو بالاتر از راسینگ سانتاندر قرار گرفت: رئال سوسیداد – راسینگ سانتاندر ۷–۰، راسینگ سانتاندر – رئال سوسیداد ۲–۰.

### جایگاه در جدول براساس هفته
| هفته تیم        | ۱  | ۲  | ۳  | ۴  | ۵  | ۶  | ۷  | ۸  | ۹  | ۱۰ | ۱۱ | ۱۲ | ۱۳ | ۱۴ | ۱۵ | ۱۶ | ۱۷ | ۱۸ |
| هفته تیم        |    |    |    |    |    |    |    |    |    |    |    |    |    |    |    |    |    |    |
| --------------- | -- | -- | -- | -- | -- | -- | -- | -- | -- | -- | -- | -- | -- | -- | -- | -- | -- | -- |
| اتلتیک بیلبائو  | ۵  | ۳  | ۴  | ۵  | ۲  | ۲  | ۲  | ۲  | ۱  | ۱  | ۱  | ۱  | ۱  | ۱  | ۱  | ۱  | ۱  | ۱  |
| بارسلونا        | ۲  | ۱  | ۱  | ۱  | ۱  | ۱  | ۱  | ۱  | ۲  | ۲  | ۲  | ۲  | ۲  | ۲  | ۲  | ۲  | ۲  | ۲  |
| آرناس           | ۶  | ۱۰ | ۷  | ۸  | ۹  | ۸  | ۶  | ۸  | ۶  | ۴  | ۵  | ۳  | ۳  | ۳  | ۳  | ۴  | ۳  | ۳  |
| اسپانیول        | ۹  | ۶  | ۶  | ۶  | ۳  | ۵  | ۸  | ۴  | ۷  | ۵  | ۶  | ۵  | ۶  | ۴  | ۴  | ۳  | ۴  | ۴  |
| رئال مادرید     | ۷  | ۸  | ۹  | ۱۰ | ۱۰ | ۱۰ | ۹  | ۶  | ۵  | ۷  | ۴  | ۴  | ۵  | ۶  | ۶  | ۵  | ۶  | ۵  |
| رئال یونیون     | ۴  | ۲  | ۳  | ۴  | ۶  | ۷  | ۴  | ۳  | ۳  | ۳  | ۳  | ۶  | ۴  | ۵  | ۵  | ۶  | ۵  | ۶  |
| رئال سوسیداد    | ۱۰ | ۴  | ۵  | ۲  | ۴  | ۴  | ۳  | ۵  | ۴  | ۶  | ۷  | ۷  | ۷  | ۷  | ۷  | ۷  | ۷  | ۷  |
| راسینگ سانتاندر | ۱  | ۷  | ۸  | ۹  | ۸  | ۹  | ۱۰ | ۱۰ | ۱۰ | ۱۰ | ۱۰ | ۱۰ | ۸  | ۹  | ۹  | ۸  | ۸  | ۸  |
| اروپا           | ۸  | ۹  | ۱۰ | ۷  | ۷  | ۳  | ۵  | ۷  | ۸  | ۸  | ۸  | ۸  | ۹  | ۱۰ | ۱۰ | ۱۰ | ۱۰ | ۹  |
| اتلتیکو مادرید  | ۳  | ۵  | ۲  | ۳  | ۵  | ۶  | ۷  | ۹  | ۹  | ۹  | ۹  | ۹  | ۱۰ | ۸  | ۸  | ۹  | ۹  | ۱۰ |

### نتایج
| میزبان / مهمان  | آرناس | اتلتیک بیلبائو | اتلتیکو مادرید | بارسلونا | اسپانیول | اروپا | راسینگ سانتاندر | رئال مادرید | رئال سوسیداد | رئال یونیون | منبع     |
| --------------- | ----- | -------------- | -------------- | -------- | -------- | ----- | --------------- | ----------- | ------------ | ----------- | -------- |
| آرناس           | —     | ۳–۳            | ۲–۱            | ۱–۳      | ۲–۰      | ۲–۳   | ۵–۱             | ۵–۱         | ۳–۱          | ۷–۲         | BDFútbol |
| اتلتیک بیلبائو  | ۵–۲   | —              | ۶–۱            | ۴–۳      | ۶–۰      | ۳–۰   | ۴–۰             | ۲–۱         | ۲–۲          | ۵–۲         | BDFútbol |
| اتلتیکو مادرید  | ۱–۳   | ۳–۴            | —              | ۳–۲      | ۲–۰      | ۵–۳   | ۳–۱             | ۲–۱         | ۱–۱          | ۳–۳         | BDFútbol |
| بارسلونا        | ۳–۱   | ۱–۱            | ۴–۲            | —        | ۵–۴      | ۲–۱   | ۵–۰             | ۱–۴         | ۳–۰          | ۴–۲         | BDFútbol |
| اسپانیول        | ۱–۰   | ۲–۲            | ۱–۰            | ۴–۰      | —        | ۱–۲   | ۳–۰             | ۸–۱         | ۳–۱          | ۳–۱         | BDFútbol |
| اروپا           | ۱–۲   | ۲–۲            | ۲–۰            | ۰–۳      | ۱–۲      | —     | ۵–۰             | ۱–۲         | ۳–۲          | ۰–۱         | BDFútbol |
| راسینگ سانتاندر | ۲–۵   | ۲–۳            | ۳–۲            | ۲–۱      | ۴–۱      | ۶–۱   | —               | ۲–۰         | ۲–۰          | ۴–۲         | BDFútbol |
| رئال مادرید     | ۵–۲   | ۲–۳            | ۴–۱            | ۵–۱      | ۲–۴      | ۶–۱   | ۶–۰             | —           | ۱–۱          | ۲–۲         | BDFútbol |
| رئال سوسیداد    | ۴–۴   | ۱–۷            | ۲–۰            | ۱–۲      | ۱–۰      | ۲–۰   | ۷–۰             | ۴–۰         | —            | ۲–۳         | BDFútbol |
| رئال یونیون     | ۳–۲   | ۱–۱            | ۸–۲            | ۱–۳      | ۳–۳      | ۳–۴   | ۶–۳             | ۲–۲         | ۳–۲          | —           | BDFútbol |

## آمار فصل
| رتبه | بازیکن              | گل | تیم            | منبع  |
| ---- | ------------------- | -- | -------------- | ----- |
| ۱    | گی‌یرمو گوروستیزا    | ۲۰ | اتلتیک بیلبائو | [ ۱ ] |
| ۲    | گاسپار روبیو        | ۱۹ | رئال مادرید    | [ ۱ ] |
| ۳    | سانتیاگو اورتیزبریا | ۱۸ | رئال یونیون    | [ ۱ ] |
| ۴    | ویکتور اونامونو     | ۱۵ | اتلتیک بیلبائو | [ ۱ ] |
| ۵    | لوییس رگویرو        | ۱۴ | رئال یونیون    | [ ۱ ] |
| ۵    | مانوئل گوروچاغا     | ۱۴ | آرناس          | [ ۱ ] |
| ۷    | خوسه ایراراگوری     | ۱۳ | اتلتیک بیلبائو | [ ۱ ] |
| ۸    | لوئیس مارین         | ۱۲ | اتلتیکو مادرید | [ ۱ ] |
| ۸    | مارتین ونتولرا      | ۱۲ | اسپانیول       | [ ۱ ] |
| ۱۰   | آنخل آروچا          | ۱۱ | بارسلونا       | [ ۱ ] |

| گلزنان              | گل | تیم            |
| ------------------- | -- | -------------- |
| گی‌یرمو گوروستیزا    | ۱۹ | اتلتیک بیلبائو |
| گاسپار روبیو        | ۱۸ | رئال مادرید    |
| سانتیاگو اورتیزبریا | ۱۸ | رئال یونیون    |
| ویکتور اونامونو     | ۱۵ | اتلتیک بیلبائو |
| لوییس رگویرو        | ۱۴ | رئال یونیون    |
| مانوئل گوروچاغا     | ۱۴ | آرناس          |